# Шатунов, Юрий Васильевич
Ю́рий Васи́льевич Шатуно́в (6 сентября 1973, Кумертау, Башкирская АССР — 23 июня 2022, Домодедово, Московская область) — советский и российский певец, музыкант, поэт и композитор. Солист группы «Ласковый май» (1986—1992). Исполнитель хитов «Белые розы», «Седая ночь», «Розовый вечер» и других.

## Биография
Родился 6 сентября 1973 года в семье Василия Владимировича Клименко (1 января 1950 — 19 мая 2020) и Веры Гавриловны Шатуновой (28 января 1955 — 7 ноября 1984) в городе Кумертау Башкирской АССР. Отец и мать поженились в возрасте 23 и 18 лет соответственно. Отношение отца к сыну было прохладным, поэтому Юрий получил фамилию матери, а раннее детство (до четырёх лет) провёл у бабушки с дедушкой по материнской линии — Екатерины Ивановны (5 декабря 1924 — 26 ноября 2002) и Гаврилы Егоровича Шатуновых (4 июня 1923 — 20 января 1976) в микрорайоне Пятки́ на окраине города Кумертау.
Когда мальчику было 3 года, родители развелись, затем умер дедушка, и в 1977 году Юрий вместе с матерью переехал в деревню Савельевку. Через некоторое время Вера вышла замуж во второй раз. Однако отчим имел проблемы с алкоголем, и Юрий часто убегал из дома к родственникам, чаще всего к бабушке.
В 1980 году он начал учиться в школе села Старая Отрада, но с сентября 1984 года (ему в это время исполнилось 11 лет) мать, в связи с обострившейся болезнью, перевела сына в школу-интернат № 2 в Кумертау, а через два месяца, 7 ноября 1984 года, Вера Шатунова умерла от сердечной недостаточности. Отец не проявлял интереса к сыну, и Юрий был взят на воспитание тётей Любовью Гавриловной из посёлка Тюльган. Однако и там Юрий начал убегать из дома и в период с ноября 1984 года по октябрь 1985 года бродяжничал по Башкирии и Оренбургской области.
В ноябре 1985 года в Оренбурге состоялась комиссия по делу опекунства над Юрием. Там его увидела директор детского дома посёлка Акбулак — Валентина Тазекенова, — которая, испытав сочувствие к судьбе подростка, уговорила комиссию оформить его в руководимый ею детский дом.
В октябре 1986 года Тазекенову назначили директором школы-интерната № 2 города Оренбурга, и Юрий последовал за ней. В оренбургском интернате он познакомился с руководителем кружка художественной самодеятельности Сергеем Кузнецовым. Так началась история группы «Ласковый май».

### «Ласковый май»
В октябре 1986 года он познакомился с руководителем музыкального кружка Сергеем Кузнецовым, находящимся в это время в поиске исполнителя для своих песен. Уже в октябре Сергей Кузнецов пишет для него первую песню «Вечер холодной зимы» и вторую: «Метель в чужом городе», и начинаются репетиции. Так образовался первый состав группы «Ласковый май», в который, кроме Кузнецова и Шатунова, входили Вячеслав Пономарёв (он играл на бас-гитаре) и Сергей Серков (он управлял светомузыкой).
С 1986 по 1988 год группа с успехом выступала на дискотеках в интернате и местном ДК «Орбита».
В это время были созданы основные хиты «Ласкового мая»: «Белые розы», «Розовый вечер», «Медленно уходит осень», «Лето», «Пусть будет ночь», «Седая ночь», «Ну, что же ты…», «Тающий снег», «Глупые снежинки».
В 1988 году Кузнецов записал первый альбом «Ласкового мая» в Доме детского творчества, в котором находилась неофициальная репетиционная база группы, и в тот же день отнёс кассету с записью в киоск на железнодорожном вокзале.
В том же 1988 году Андрей Разин, который в то время был менеджером группы «Мираж» в Московской студии популярной музыки «Рекорд» министерства культуры СССР, случайно услышал в поезде записи песен группы «Ласковый май». Он сразу же захотел найти мальчишку, который пел эту песню. На первой же станции Разин вышел из поезда и поехал в противоположном направлении. Через несколько дней Разин прибыл в Оренбург, но Шатунова там не застал: он был в бегах. Поэтому в Москву поехали только Сергей Кузнецов и Константин Пахомов. Кузнецов привёз Юрия Шатунова в Москву в сентябре, и во Всесоюзном объединении СПМ «Рекорд» начал своё существование новый «Ласковый май».
Юрия, как и других участников группы, перевели из оренбургского интерната в московский интернат № 24, там они жили, и там же первое время находилась студия.

### Сольная карьера (1991—2010)
После ухода из «Ласкового мая» Юрий Шатунов уехал в Германию, где получил образование звукорежиссёра. В это время он работал в основном студийно, не давая сольных концертов. Продюсером артиста стал Аркадий Кудряшов, его крёстный отец (1990), бывший директор и администратор групп «Мираж» и «Ласкового мая», с которым он был знаком три года, с 1988 года.
В 1992 году был записан сольный альбом Шатунова с рабочим названием «Вот и кончился май», однако потом альбом был переименован в «Знаешь».
В 1992 году Юрий Шатунов получает приглашение от Аллы Борисовны Пугачёвой принять участие в её «Рождественских встречах». Он соглашается и в конце декабря впервые выходит на сцену как сольный исполнитель с новой песней «Звёздная ночь». 29 сентября 1993 года бывший участник группы «Ласковый май» Михаил Сухомлинов был застрелен киллером у подъезда дома Юрия Шатунова в Москве на Кантемировской улице.
Весной 1994 года одна из крупнейших в России студий звукозаписи фирма PolyGram Russia предложила Юрию Шатунову сотрудничество. Переговоры прошли быстро, и через несколько дней артист подписал контракт с Борисом Зосимовым. Был снят клип на песню «Звёздная ночь», затем клип на песню «И упав на колени», премьера которого состоялась в конце лета — начале осени 1994 года. Был снят ещё и третий клип — «Чужая боль», но из-за порчи плёнки в эфир он так и не вышел. В сентябре 1994 года состоялась презентация нового альбома Шатунова «Ты помнишь». Более половины его песен написаны поэтом и композитором «Ласкового мая» Сергеем Кузнецовым.
В 1996 году Шатунов выпустил альбом ремиксов «Искусственное дыхание».
В 2001 году вышел альбом «Вспомни май», где главным хитом была песня «Забудь».
В 2002 году вышел альбом «Седая ночь», содержащий новые версии песен «Седая ночь» и «Детство». Альбом имел очень большой коммерческий успех. Кроме ремейков на старые композиции хитом стала песня «Падают листья».
18 сентября 2009 года Юрий Шатунов отправился в тур по городам России в поддержку художественного фильма «Ласковый май».

### По завершении сольной карьеры
Юрий Шатунов принял участие в съёмках сериала «Счастливы вместе».
1 марта 2010 года компания «Монолит» при информационной поддержке радиостанции «Ретро ФМ» выпустила CD c оригинальными записями 1988—1989 годов и оригинальной фотосессией Юрия Шатунова того времени. Все записи впервые оцифрованы и выпущены официально в цифровом качестве.
Осенью 2011 года на официальном сайте певца появилось несколько новых треков, среди которых «От белых роз», «Тет-а-тет» и перезаписанная версия «Глупые снежинки». На сайте появился видеоклип на песню «От белых роз», в котором представлены фотографии поклонников исполнителя, а также отрывки из его видеоклипов и выступлений. В том же году повторно присвоена грамота «Песня года-2011» за супер-хит «Седая ночь».
В 2012 году был выпущен альбом «Я верю», также создан официальный сайт shatunov.com и официальные страницы в социальных сетях, нача́ло большого гастрольного тура в поддержку нового альбома «Я верю».
В 2013 году опубликованы клипы «А лето цвета» и «Тет-а-тет», продолжение гастрольного тура в поддержку нового альбома «Я верю», награда «Песня года 2013» за песню «А лето цвета».
В 2014 году Шатунов приступил к записи своего нового альбома. Были выложены в интернет песни «Грёзы», «Рядом с ней», «Поезда», «Жизнь моя». В августе 2015 года на официальном сайте артиста появилась песня «Звезда». Её автором является Сергей Кузнецов.
23 февраля 2015 года на юбилейной церемонии вручения премий «Звуковая дорожка» Юрий Шатунов получил премию за вклад в развитие российского шоу-бизнеса.
На фестивале «Песня года» 2022 года уже после смерти он был удостоен премии за вклад в развитие поп-музыки совместно с автором песен группы Сергеем Кузнецовым, который также ушёл из жизни в 2022 году.
В августе 2022 года поклонники Юрия Шатунова подарили икону Георгия Победоносца (небесного покровителя Юрия Шатунова) Храму Успения Пресвятой Богородицы на Могильцах в Москве. К иконе поклонники также прикрепили табличку «Сия икона — вклад о упокоении души народного певца России раба Божия Георгия (Юрия Шатунова) от благодарных почитателей его таланта».

### Права на песни и выступления
В 1992 году автор песен Сергей Кузнецов подписал контракт с Андреем Разиным, а спустя 14 лет они заключили сделку, исходя из которой продюсер стал единоличным обладателем хитов группы. Однако в ходе суда оказалось, что «оригинала договора никто никогда не видел». Более того, экспертиза доказала, что подпись Кузнецова была подделана, а значит, и сделка была сфальсифицирована. 17 июня 2022 года стало известно, что Шатунов отсудил права на некоторые композиции группы «Ласковый май». 20 июня певец дал последнее в жизни телеинтервью программе «Чрезвычайное происшествие» на НТВ, в котором прокомментировал судебное разбирательство с Разиным. В августе 2024 года стало известно, что прошёл ещё один суд, который проходил в Хостинском районе Сочи, где было вынесено решение о признании исключительных прав на 23 музыкальных произведения певца Юрия Шатунова за его семьёй, сообщает суд, цитирует Интерфакс. В ноябре 2024 года Краснодарский краевой суд в апелляционной инстанции оставил в силе решение Хостинского районного суда города Сочи от 14 августа 2024 года о признании исключительных прав семьи Юрия Шатунова на его творчество.

### Смерть и похороны
В ночь на 23 июня 2022 года Юрий Шатунов скончался от острой сердечной недостаточности (обширный инфаркт). Ему было 48 лет. 20 июня Юрий Шатунов жаловался на боли в груди после концерта в Подольске. 22 июня в 23:10 после ужина с друзьями в деревне Растуново Домодедовского городского округа Юрию Шатунову стало плохо, друзья отвезли его в ближайшую поликлинику, после положительного тропонинового теста крови на инфаркт была вызвана скорая помощь, и Шатунова повезли в сердечно-сосудистый центр, по пути дважды произошла клиническая смерть. Юрия Шатунова доставили в сердечно-сосудистый центр больницы города Домодедово в тяжёлом состоянии, где в реанимации в течение 1,5 часов Шатунов умер.
Церемония прощания с Шатуновым состоялась в прощальном зале дома «Троекурово» Троекуровского кладбища Москвы 26 июня 2022 года. Проводить певца пришло около 10 000 человек. 27 июня состоялась закрытая церемония прощания, на которой присутствовали только родные и близкие Шатунова, был проведён религиозный обряд в прощальном зале дома «Троекурово», и тело певца было кремировано. 28 июня было проведено религиозное отпевание певца на Троекуровском кладбище, после этого прах был захоронен, участок 24а.
31 декабря 2022 года в эфире программы «Новогодняя ночь на Первом» был показан номер памяти Юрия Шатунова с песней «Детство».
5 сентября 2023 года на месте захоронения установлен памятник (автор — скульптор-портретист Виктория Тищенко). Торжественно открыт 6 сентября в день 50-летия певца.

## Оценочные мнения
По мнению музыкального журналиста и главного редактора «Интермедиа» Евгения Сафронова, «Шатунов является легендой двух поколений».

## Семья и личная жизнь
Отец — Василий Владимирович Клименко (1950—2020), работал водителем. Семью бросил, когда сыну было 3 года, не захотел дать сыну свою фамилию, потом появилась новая семья — жена, дочь и сын. Отношения с отцом певец не поддерживал.
Мать — Вера Гавриловна Шатунова (1955—1984).
Тётя — Любовь Гавриловна Макарова (Шатунова), была опекуном Юры после смерти его матери.
Жена — Светлана Георгиевна Шатунова (род. 1977; Ярославль), юрист, познакомились в декабре 2000 года в Германии, свадьба состоялась 10 января 2007 года в Мюнхене.
- Сын — Дэннис (род. 5 сентября 2006)[8][42][43][44].

- Дочь — Эстелла (род. 2013, Бад-Хомбург, Германия)[45].

## Творчество

### Дискография

#### Альбомы
- 1987 — «Первый альбом» (в составе группы «Ласковый май»)
- 1988 — «Белые розы» (в составе группы «Ласковый май»)
- 1989 — «Розовый вечер» (в составе группы «Ласковый май»)
- 1994 — «Ты помнишь…»
- 1996 — «Искусственное дыхание» (10 хитов в ремиксах)
- 2001 — «Вспомни май»
- 2002 — «Седая ночь»
- 2003 — «Падают листья»
- 2004 — «Если хочешь… Не бойся»
- 2006 — «Запиши мой голос»
- 2012 — «Я верю…»
- 2018 — «Не молчи…»
- 2019 — «Любимые песни»

#### Синглы
- 2022 — «Каждому своё» (сингл)[46]
- 2024 — «Цветные сны» (неизданное)

Каверы
Amirchik - «Розовый вечер»        
Дискотека Авария - «Ну что же ты»

### Фильмография
| Год  |     | Название                                          | Роль                              |
| ---- | --- | ------------------------------------------------- | --------------------------------- |
| 1990 | док | Почём нынче ласковые                              | Юрий Шатунов                      |
| 1992 | ф   | «Тридцатого» уничтожить!                          | помощник машиниста (нет в титрах) |
| 2007 | док | Лихие девяностые                                  | Юрий Шатунов, камео               |
| 2009 | док | Свои чужие дети                                   | Юрий Шатунов, камео               |
| 2010 | с   | Счастливы вместе                                  | Юрий Шатунов, камео               |
| 2022 | док | Любовь моя, Юра. Тайна популярности Юрия Шатунова | Юрий Шатунов, камео               |

## Память
- Памятник Юрию Шатунову и Сергею Кузнецову будет установлен в Оренбурге. Автор — скульптор Александр Сукманов[48].
- В селе Старая Отрада Республики Башкортостан на здании школы, где учился Юрий Шатунов с 1980 года, в октябре 2023 году открыта мемориальная доска[49].
- В городе Кумертау Республики Башкортостан на здании Башкирской республиканской гимназии-интерната № 3 (ранее — школа-интернат № 2 имени Ю. А. Гагарина), где с 1982 по 1984 год учился Юрий Шатунов, в сентябре 2023 года открыта мемориальная доска[50].
- В посёлке Акбулак Оренбургской области на здании школы № 2, где с 1985 по 1986 год учился Юрий Шатунов, в октябре 2024 году открыта мемориальная доска[51].
- В посёлке Тюльган Оренбургской области в здании школы № 1, где с 1984 по 1985 год учился Юрий Шатунов, в декабре 2024 году открыта мемориальная доска[52].
- У дома на Кантемировской улице в Москве, где несколько лет жил Юрий Шатунов, в 2024 году поклонниками артиста посажены белые розы. В апреле 2025 года цветник благоустроен — установлено ограждение и информационный стенд «Шатунов навсегда»[53][54].